# Siúil A Rúin
 (décembre 2017).
Si vous disposez d'ouvrages ou d'articles de référence ou si vous connaissez des sites web de qualité traitant du thème abordé ici, merci de compléter l'article en donnant les références utiles à sa vérifiabilité et en les liant à la section « Notes et références ».
Siúil a Rúin est une chanson traditionnelle irlandaise, chantée du point de vue d'une femme se lamentant du départ de son amant parti poursuivre une carrière militaire, et indiquant sa volonté de soutenir. La chanson a des couplets en anglais et des refrains en irlandais, un style nommé macaronique.
Le titre se traduit par « Va, mon amour » ; siúil est un impératif, se traduisant littéralement par « Marche ! », a rúin est un terme affectueux.

## Histoire
L'histoire de la chanson n'est pas claire. Elle fait peut-être référence aux « oies sauvages » de la Glorieuse Révolution. Si c'est le cas, cependant, la version originale a probablement été perdue. Il n'est pas rare que des chansons irlandaises aient été traduites en anglais avec leur refrain restant en irlandais, ou transformé en mots dépourvus de sens (voir Caleno custure me), mais dans la plupart des cas, des versions en irlandais ont survécu. Il est possible que la chanson ait été composée au XIXe siècle avec l'intention de lui donner un style ancien.
La chanson a été interprétée notamment par Clannad, Anúna, Lord of the Dance, Celtic Woman, Mary Black, Cécile Corbel, Nolwenn Leroy, Sissel, Connie Dover, etc.